# Dorchesterway

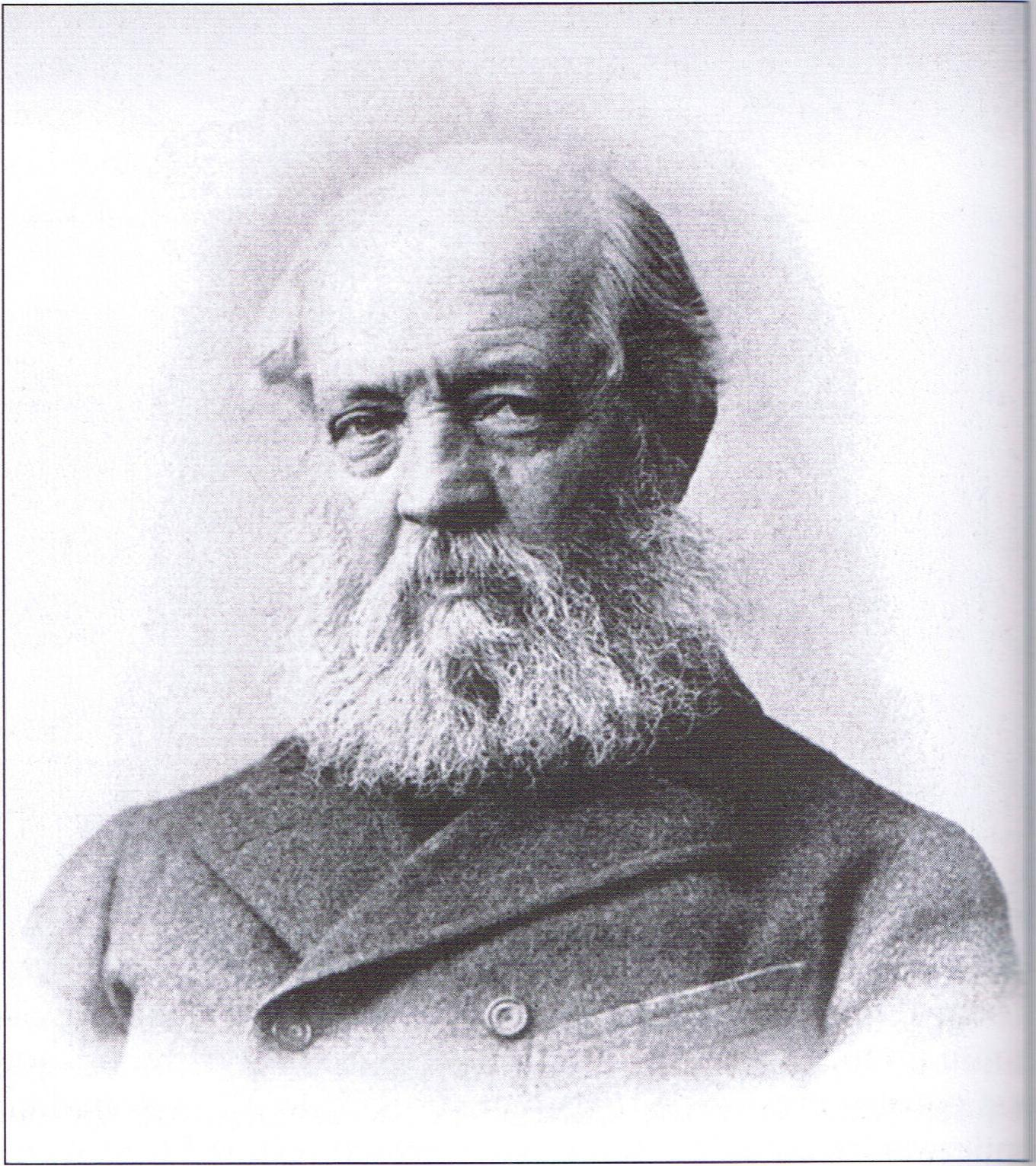
Porträt von Frederick Law Olmsted

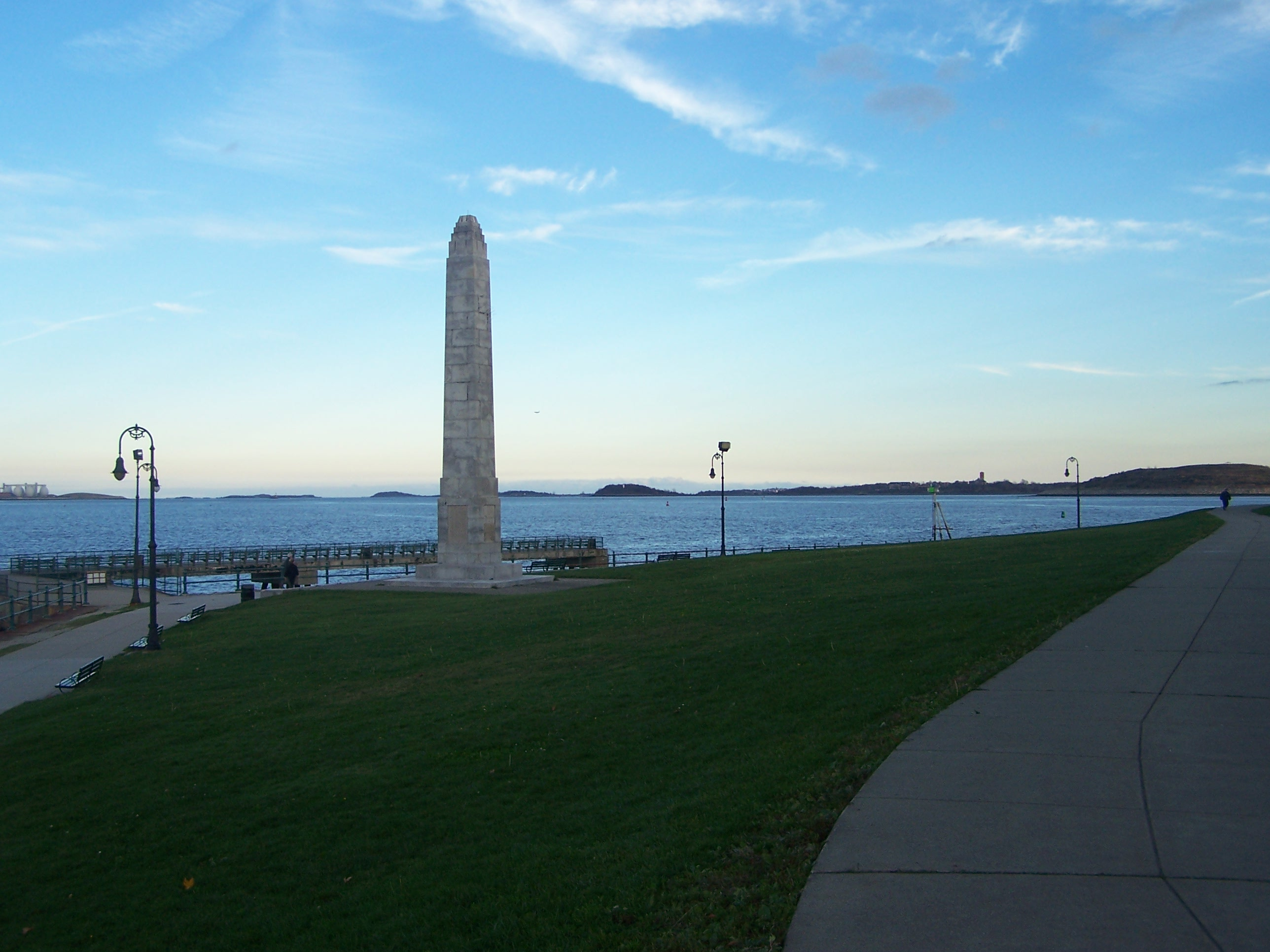
Castle Island (gelegen in South Boston) war früher eine Insel im Boston Harbor, ist aber heute durch eine Dammstraße mit dem Festland in der Nähe des vorgesehenen Endes des Dorchesterway verbunden.

Der Dorchesterway war ein Parkway in Boston im Bundesstaat Massachusetts der Vereinigten Staaten. Er war als letzter Bestandteil des von Frederick Law Olmsted im 19. Jahrhundert geplanten Emerald-Necklace-Systems von Parks und Parkways vorgesehen, wurde jedoch nie fertiggestellt.

## Hintergrund
Der heutige Emerald Necklace hat ein L-förmiges Profil. Er beginnt am Boston Common in der Nähe von Downtown Crossing und führt bis zum Arnold-Arboretum, das sowohl in Forest Hills als auch in Roslindale an der Grenze zu West Roxbury liegt. Von dort führt der Emerald Necklace zurück über den Arborway bis zum Franklin Park.
Olmsteds ursprüngliche Pläne sahen vor, das System des Emerald Necklace über den Dorchesterway bis zur Küste der Dorchester Bay in Boston Harbor weiterzuführen, um auf diese Weise ein U-Profil zu formen, was einem Necklace (Kollier) auch gestalterisch am nächsten kommt. Außerdem war geplant, die Columbia Road in Dorchester und den Strandway in South Boston mit dem dortigen Marine Park und der Pleasure Bay an den Emerald Necklace anzubinden.
Dennoch:

“...conditions of Columbia Road when the parks system was being established [...] precluded this vision from becoming a reality. When Columbia Road was formally designed in the late 1800s, there was already a relatively high density of buildings. The road had street rails that were used by a streetcar trolley connecting Uphams Corner and Franklin Park. There was a grass strip in the center and roads on either side, one for commercial traffic and the other for pleasure traffic. As a result, Columbia Road failed to serve the purposes of either the businesses or the pleasure travelers well, and there was not enough room for what Olmsted considered a proper parkway.”

„... verhinderte der Zustand der Columbia Road zum Zeitpunkt der Errichtung des Parksystems, dass diese Vision zur Realität wurde. Als die Columbia Road im späten 19. Jahrhundert geplant wurde, gab es bereits eine relativ hohe Bebauungsdichte. Auf der Straße verliefen Schienen, über die Straßenbahnen Uphams Corner mit dem Franklin Park verbanden. Es gab einen Grünstreifen in der Mitte und Fahrbahnen an jeder Seite – eine für den Berufs- und die andere für den Freizeitverkehr. Im Ergebnis konnte die Columbia Road weder die eine noch die andere Nutzerseite zufriedenstellen. Zudem gab es nicht genug Platz für den Ausbau zu einem Konstrukt, unter dem sich Olmsted einen anständigen Parkway vorstellte.“

## Aktuelle Situation
Die Gegend um den geplanten Dorchesterway wurde beinahe ein ganzes Jahrhundert lang stark vernachlässigt und war dem Stadtverfall preisgegeben, wurde jedoch im letzten Jahrzehnt einigen ästhetischen Verbesserungen unterzogen. Das Boston Department of Parks and Recreation pflanzte neue Bäume, säte Gras und setzte neue Pflanzkübel entlang eines Teils der Columbia Road. Trotzdem ist die Begrünung aufgrund der dichten Bebauung insgesamt noch sehr spärlich, weshalb die Strecke nicht als Parkway bezeichnet wird. Aus dem gleichen Grund ist die Columbia Road kein offizieller Teil des heutigen Emerald Necklace.

## Planungen für die Zukunft
Es ist durchaus denkbar, dass irgendwann in der Zukunft ein wie auch immer gearteter Dorchesterway den Emerald Necklace mit der Küste verbindet. Mitglieder der Emerald Necklace Conservancy entwickeln Vorstellungen für die Langzeitentwicklung des Bostoner Parksystems und schlugen vor, die Columbia Road zur Verbesserung der Anbindungen zwischen Franklin Park, Marine Park und Pleasure Bay zu benutzen. Es wurde ebenfalls diskutiert, eine Verbindung nach South Boston zu schaffen. Nach Aussage der Vereinigung ist dies auch der Wunsch vieler Bostoner Bürger.
Im Jahr 2004 veröffentlichte die Boston Redevelopment Authority einen strategischen Plan für Verbesserungen in Roxbury. In diesem wird die Einrichtung einer MBTA-Linie auf der Columbia Road als Möglichkeit angesehen, die Anwohner deutlich besser an den Emerald Necklace anzubinden. Die Planer empfehlen ebenfalls eine umfassende Neukonstruktion der Straße mit Bäumen und antiken Straßenlaternen, um der Columbia Road den Charakter eines Boulevards zu geben.